# Concrete (gruppo musicale)
I Concrete sono stati un gruppo musicale hardcore punk di Roma appartenente alla scena positive hardcore italiana degli anni '90 e conosciuti per un suono che si avvicinava al doom metal.

## Discografia

### Demo
- 1993 - Concrete

### Album
- 1994 - Patior Ergo Sum
- 1996 - Live in Piombino Dese 15/3/96 Split album dal vivo con gli Antisgammo
- 1998 - Nunc Scio Tenebris Lux
- 2008 - Gvttae Sangvinis

### Singoli ed EP
- 1994 - Untitled
- 1996 - Sescenti Sexaginta Sex
- 1997 - Antisgammo / Concrete Split 7" con i With Love